# Cercle du Neckar
 (février 2018).
Si vous disposez d'ouvrages ou d'articles de référence ou si vous connaissez des sites web de qualité traitant du thème abordé ici, merci de compléter l'article en donnant les références utiles à sa vérifiabilité et en les liant à la section « Notes et références ».
Le cercle du Neckar, en allemand Neckarkreis, est une ancienne entité administrative allemande. Il était l'un des quatre comtés du Wurtemberg, formé en 1818 et dissous en 1924. Les autres étant les cercles du Danube, de la Jagst et de la Forêt-Noire.